# Escrime aux Jeux olympiques d'été de 1964
Navigation
Rome 1960 Mexico 1968
Cette page présente les résultats des compétitions d'escrime aux Jeux olympiques d'été de 1964.
Huit épreuves ont eu lieu :
- six chez les hommes (trois individuelles et trois par équipes)
- deux chez les femmes (fleuret individuel et par équipes)

## Tableau des médailles
| Rang  | Pays                       | Médaille d'or, Jeux olympiques | Médaille d'argent, Jeux olympiques | Médaille de bronze, Jeux olympiques | Total |
| 1     | Hongrie                    | 4                              | 0                                  | 0                                   | 4     |
| 2     | Union soviétique           | 3                              | 1                                  | 2                                   | 6     |
| 3     | Pologne                    | 1                              | 1                                  | 1                                   | 3     |
| 4     | France                     | 0                              | 2                                  | 3                                   | 5     |
| 5     | Italie                     | 0                              | 2                                  | 1                                   | 3     |
| 6     | Équipe unifiée d'Allemagne | 0                              | 1                                  | 1                                   | 2     |
| 7     | Grande-Bretagne            | 0                              | 1                                  | 0                                   | 1     |
| Total | Total                      | 8                              | 8                                  | 8                                   | 24    |

## Podiums

### Hommes
| Épreuves                                | Or                                                                                            | Argent                                                                                                   | Bronze                                                                                     |
| --------------------------------------- | --------------------------------------------------------------------------------------------- | --- | ------------------------------------------------------------------------------------------ |
| Épée individuelle résultats détaillés   | Hryhoriy Kriss                                                                                | Bill Hoskyns                                                                                             | Guram Kostava                                                                              |
| Épée par équipes résultats détaillés    | Hongrie Árpád Bárány István Kausz Gyözö Kulcsár Zoltán Nemere Tamás Gábos                     | Italie Alberto Pellegrino Giovanni Battista Breda Gianluigi Saccaro Gianfranco Paolucci Giuseppe Delfino | France Jacques Brodin Claude Bourquard Yves Dreyfus Claude Brodin Jacques Guittet          |
| Fleuret individuel résultats détaillés  | Egon Franke                                                                                   | Jean-Claude Magnan                                                                                       | Daniel Revenu                                                                              |
| Fleuret par équipes résultats détaillés | Union soviétique Viktor Zhdanovich Yuriy Sharov German Sveshnikov Mark Midler Yuriy Sisikin   | Pologne Zbigniew Skrudlik Ryszard Parulski Egon Franke Witold Woyda Janusz Różycki                       | France Jean-Claude Magnan Christian Noël Daniel Revenu Pierre Rodocanachi Jacky Courtillat |
| Sabre individuel résultats détaillés    | Tibor Pézsa                                                                                   | Claude Arabo                                                                                             | Umyar Mavlikhanov                                                                          |
| Sabre par équipes résultats détaillés   | Union soviétique Umyar Mavlikhanov Boris Melnikov Nougzar Assatiani Yakov Rylskiy Mark Rakita | Italie Giampaolo Calanchini Wladimiro Calarese Cesare Salvadori Mario Ravagnan Pierluigi Chicca          | Pologne Wojciech Zabłocki Ryszard Zub Andrzej Piątkowski Jerzy Pawłowski Emil Ochyra       |

### Femmes
| Podiums                                 | Or | Argent | Bronze                                                                                      |
| Fleuret individuel résultats détaillés  | Ildikó Ujlaki-Rejto                                                                                          | Helga Mees | Antonella Ragno-Lonzi                                                                       |
| Fleuret par équipes résultats détaillés | Hongrie Katalin Juhász-Nagy Ildikó Ujlaki-Rejto Lidia Dömölki-Sakovics Judit Ágoston-Mendelényi Paula Marosi | Union soviétique Lioudmila Chichova Galina Gorokhova Tatyana Petrenko-Samusenko Valentina Prudskova Valentina Rastvorova | Équipe unifiée d'Allemagne Helga Mees Rosemarie Scherberger Heidi Schmid Gudrun Theuerkauff |